# Main-Taunus-Zentrum
Pour les articles homonymes, voir Taunus (homonymie).
 (mai 2021).
La mise en forme du texte ne suit pas les recommandations de Wikipédia : il faut le « wikifier ».
Les points d'amélioration suivants sont les cas les plus fréquents :
- Les titres sont pré-formatés par le logiciel. Ils ne sont ni en capitales, ni en gras.
- Le texte ne doit pas être écrit en capitales (les noms de famille non plus), ni en gras, ni en italique, ni en « petit »…
- Le gras n'est utilisé que pour surligner le titre de l'article dans l'introduction, une seule fois.
- L'italique est rarement utilisé : mots en langue étrangère, titres d'œuvres, noms de bateaux, etc.
- Les citations ne sont pas en italique mais en corps de texte normal. Elles sont entourées par des guillemets français : « et ».
- Les listes à puces sont à éviter, des paragraphes rédigés étant largement préférés. Les tableaux sont à réserver à la présentation de données structurées (résultats, etc.).
- Les appels de note de bas de page (petits chiffres en exposant, introduits par l'outil «  Source ») sont à placer entre la fin de phrase et le point final[comme ça].
- Les liens internes (vers d'autres articles de Wikipédia) sont à choisir avec parcimonie. Créez des liens vers des articles approfondissant le sujet. Les termes génériques sans rapport avec le sujet sont à éviter, ainsi que les répétitions de liens vers un même terme.
- Les liens externes sont à placer uniquement dans une section « Liens externes », à la fin de l'article. Ces liens sont à choisir avec parcimonie suivant les règles définies. Si un lien sert de source à l'article, son insertion dans le texte est à faire par les notes de bas de page.
- La présentation des références doit suivre les conventions bibliographiques. Il est recommandé d'utiliser les modèles {{Ouvrage}}, {{Chapitre}}, {{Article}}, {{Lien web}} et/ou {{Bibliographie}}. Le mode d'édition visuel peut mettre en forme automatiquement les références.
- Insérer une infobox (cadre d'informations à droite) n'est pas obligatoire pour parachever la mise en page.

Pour une aide détaillée, merci de consulter Aide:Wikification.
Si vous pensez que ces points ont été résolus, vous pouvez retirer ce bandeau et améliorer la mise en forme d'un autre article.

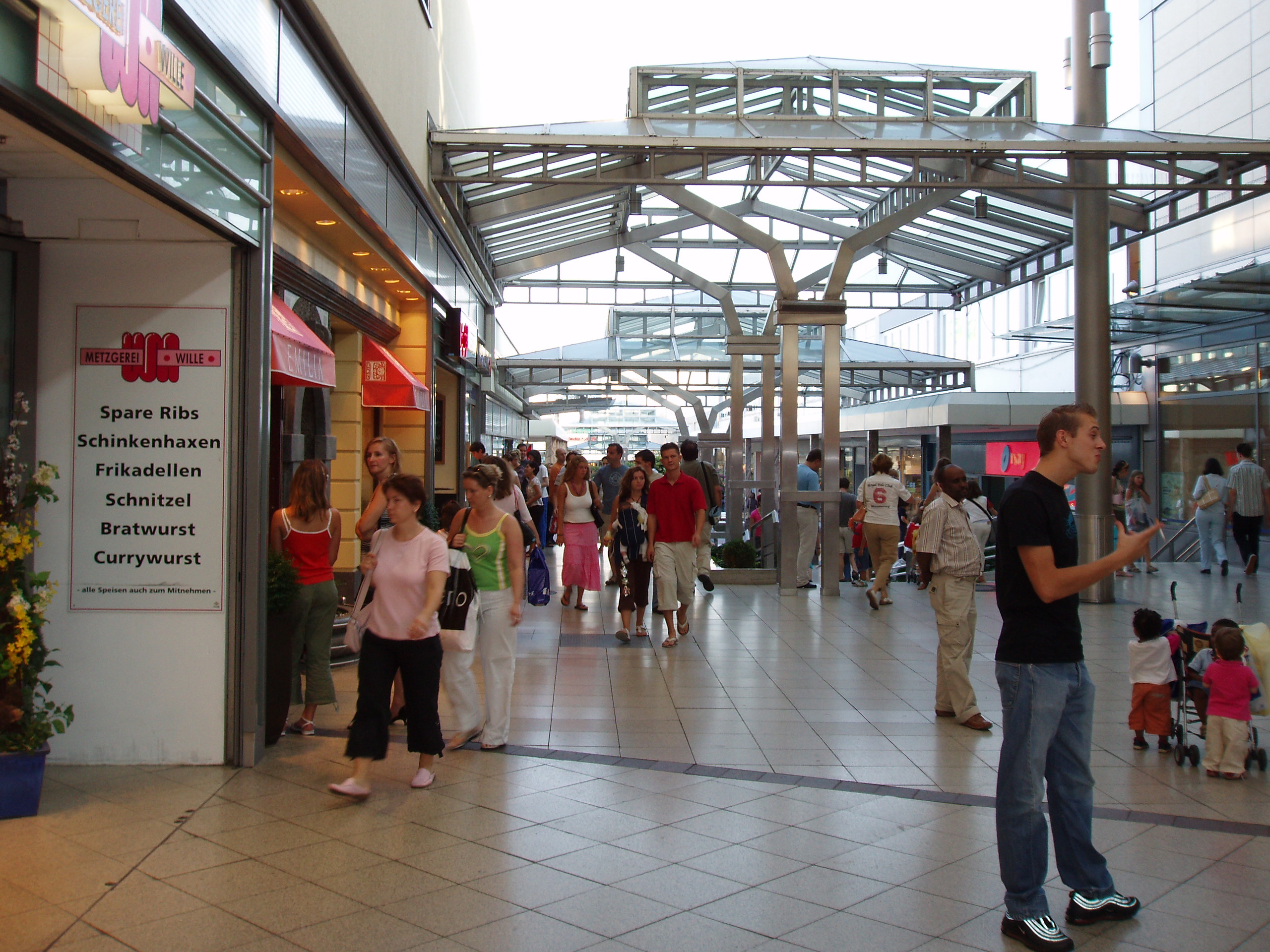
Vue de l'allée centrale

Le Main-Taunus-Zentrum, MTZ en abrégé, est un centre commercial situé à Sulzbach, en Hesse, à l'ouest de Francfort-sur-le-Main. Avec une superficie d'environ 91 000 mètres carrés, c'est l'un des plus grands centres commerciaux d' Allemagne. Le MTZ appartient à la Deutsche EuroShop de Hambourg et comporte environ 170 boutiques et restaurants. Il accueille en moyenne 36816 visiteurs par jour.

## Histoire
Lors de son ouverture en 1964, le MTZ était le premier lieu construit sur le modèle de centres commerciaux américains en Allemagne de l'Ouest et le plus grand centre commercial d'Europe. Pour un coût de construction total de 60 millions de DM (équivalent à 
221 millions d'euros actuels), 73 magasins de 40000 mètres carrés de surfaces commerciales ont été construits sur une surface totale de 260000 mètres carrés, dont les grands magasins Horten (aujourd'hui Kaufhof ) et Hertie (aujourd'hui Karstadt).
Le concept a rapidement rencontré le succès. Le chiffre d'affaires est passé de 85 millions de DM en 1964 à plus de 300 millions en 1975.

En 1998, la propriété du Main-Taunus-Zentrum a été transférée de la société zurichoise Intershop Holding à un fonds immobilier à capital fixe géré par une société d'investissement de la Deutsche Bank. La Deutsche EuroShop AG en est le propriétaire majoritaire depuis fin 2010. 

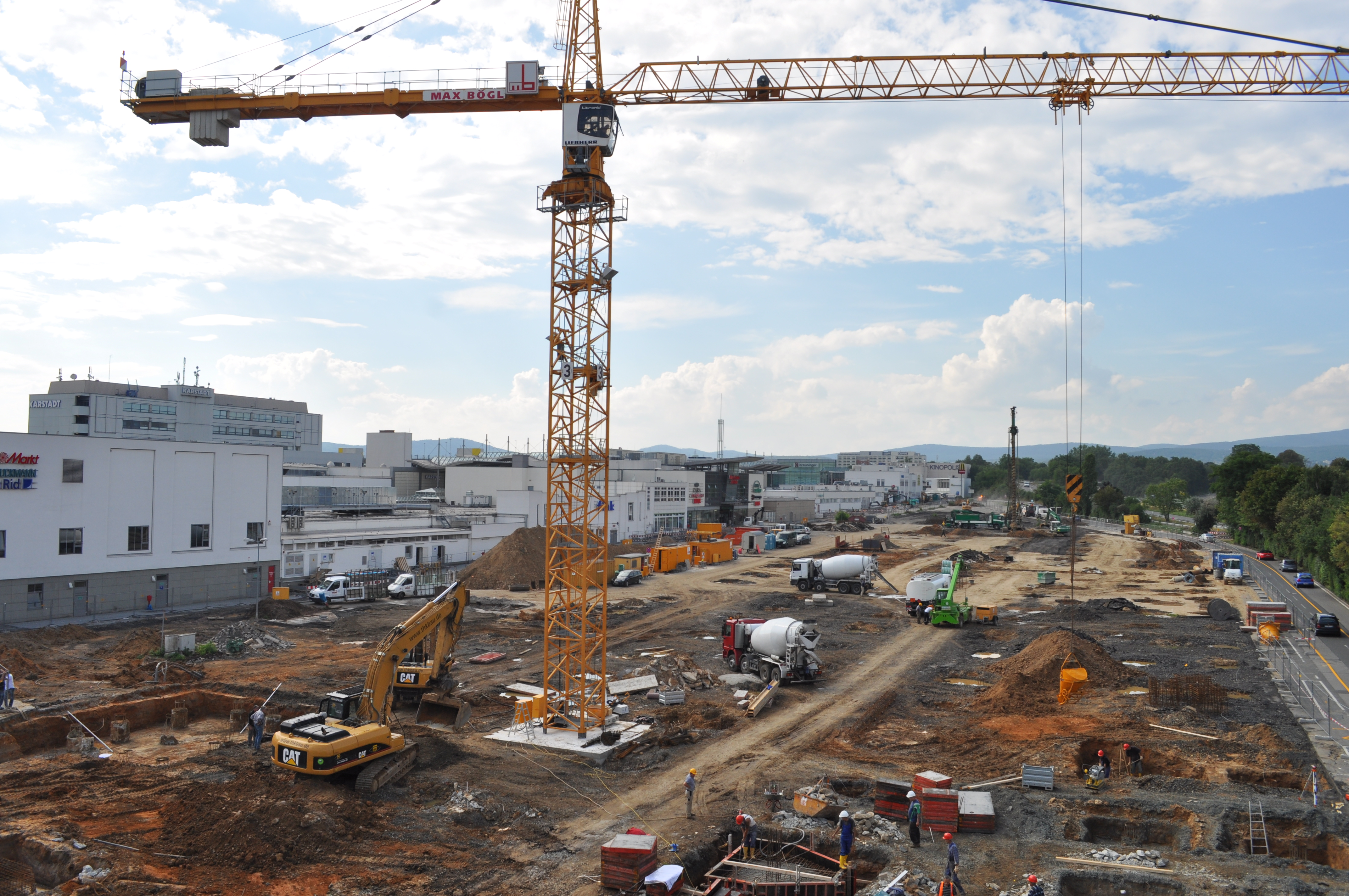
Agrandissement du MTZ : chantiers de construction en août 2010

Le Main-Taunus-Zentrum a été une première fois modernisé et agrandi entre 2001 et 2005. Puis, entre 2009 et 2011, une extension du Main-Taunus-Zentrum a été ajoutée, pour atteindre 91 000 mètres carrés d'espace commercial, 170 magasins et 4 500 places de stationnement En parallèle de celle d'origine, une deuxième allée commerçante et un parking à plusieurs étages ont été construits.

## Architecture
Le Main-Taunus-Zentrum a été aménagé autour d'une longue rue commerçante droite, ouverte à la lumière naturelle. De l'extérieur, c'est un grand bâtiment fermé, d'aspect industriel. Le complexe dispose d'une gare routière et de plusieurs parkings. Le MTZ abrite également un cinéma multiplexe de la chaîne Kinopolis.

## Transports

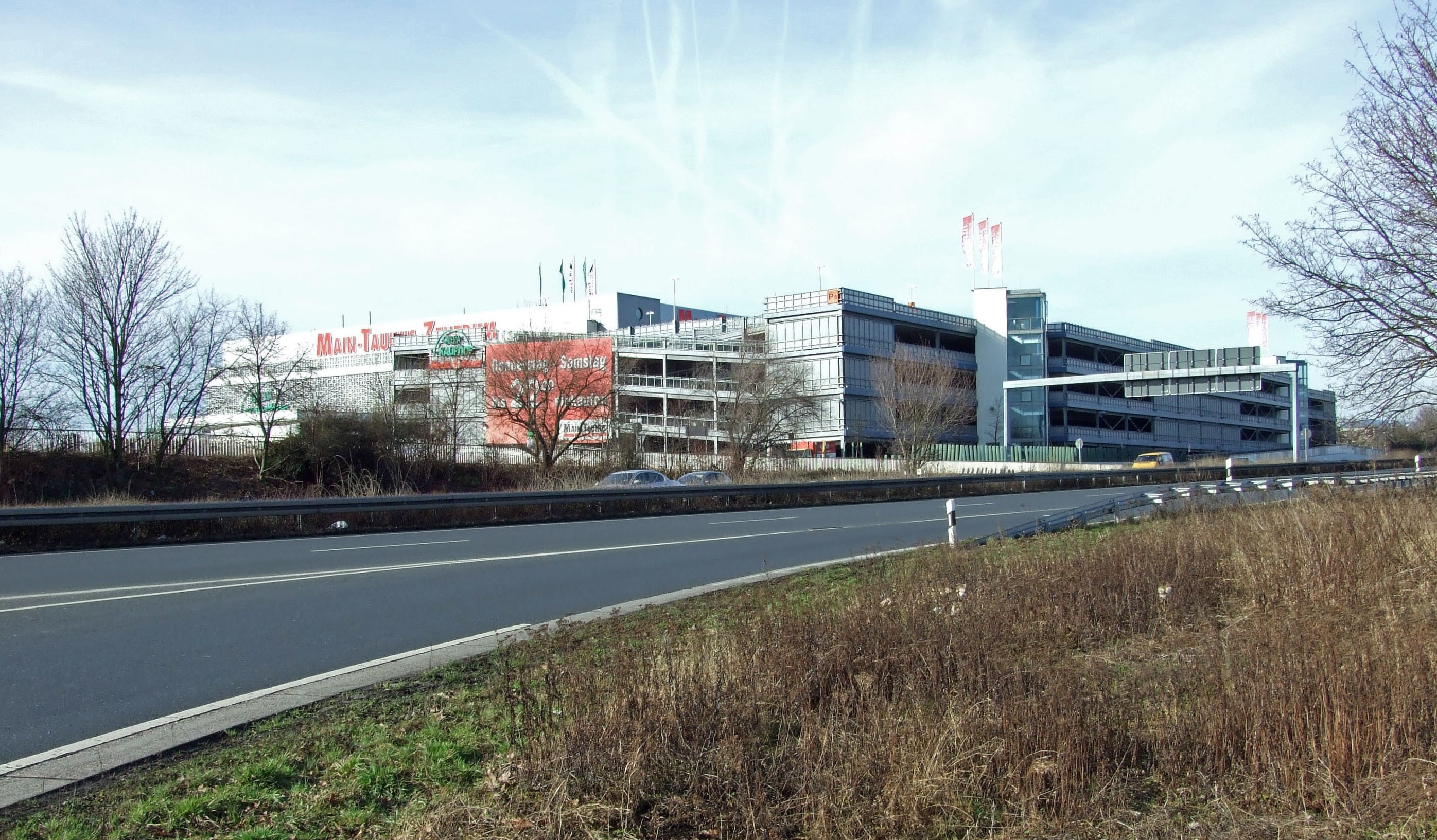
Vue du sud, juste à côté de l'autoroute fédérale 66 (2008)

Le Main-Taunus-Zentrum se situe sur l'autoroute A 66 et sur la B 8 . Il est accessible directement en voiture et par les différentes lignes de bus du réseau de transport Rhein-Main. Il n'y a aucun accès en S-Bahn ou tout autre chemin de fer.